# کهنکویه
کهنکویه، روستایی از توابع بخش مرکزی شهرستان فسا در استان فارس ایران است.

## جمعیت
این روستا در دهستان کهنکویه قرار دارد و براساس سرشماری مرکز آمار ایران در سال ۱۳۸۵، جمعیت آن ۳۰۵ نفر (۷۷خانوار) بوده‌است.

## جاهای دیدنی
از مکان های دیدنی کهنکویه قلعه بهرام شاه ، قنات کهنکویه ، باغات نامدار ، خانه حاج محمد رضا نامدار و مسجد قدیمی روستای کهنکویه می باشد.به نقل از استاد آرش نامدار